# آدولف هونلاین
آدولف هونلاین (زاده ۱۲ سپتامبر ۱۸۸۱ – درگذشته ۱۸ ژوئن ۱۹۴۲) نظامی آلمانی و از مقامات حزب نازی (NSDAP) بود. او از سال ۱۹۳۱ تا زمان مرگش در سال ۱۹۴۲،رهبر (کورپسفیوقه) سپاه موتور سوسیالیست ملی بود. این سپاه مسئول هماهنگی استفاده از وسائل نقلیه موتوری اهدایی حزب به اعضای آن و همچنین آموزش مهارت‌های رانندگی بود.

## زندگی‌نامه
هونلاین در نویشتتلاین، فرانکونیای علیا، متولد شد. او در سال ۱۹۰۶ با همسرش پائولا (نی دویملینگ) ازدواج کرد. این زوج صاحب سه دختر شدند که یکی از آنها در کودکی درگذشت.  او در جنگ جهانی اول حضور داشت و طی آن به درجه سرگردی دست یافت.  همچنین به دلیل خدمات در جنگ نشان صلیب آهنین درجه دو و درجه یک به او اعطا شد.  پس از جنگ جهانی اول، از ۱۹۱۹ تا ۱۹۲۰ به عنوان فرمانده گروهان در فرایکور خدمت کرد.  او اولین بار در سال ۱۹۱۹ در پادگان هنگ گارد محافظتی باواریا سخنرانی آدولف هیتلر را شنید.  او تا سال ۱۹۲۳ در گروه ملی‌گرای یهود ستیز ارنست روم، به نام بوند رایش‌کریگس‌فلاگه (انجمن پرچم جنگ امپراتوری)، عضو بود. 
او در نوامبر ۱۹۲۳ در کودتای آبجوفروشی (کودتای مونیخ) - تلاش ناموفق هیتلر و حزب نازی (NSDAP) برای به دست گرفتن قدرت در مونیخ - شرکت داشت. او از نوامبر ۱۹۲۳ تا مارس ۱۹۲۴ در زندان اشتادلهایم، نویدک و لندسبرگ در بازداشت بوده مورد بازجویی قرار گرفت.  او در مارس ۱۹۲۴ از رایشسویر اخراج شد و به دلیل ایفای نقش در کودتای ناموفق مونیخ به شش ماه حبس در زندان لندسبرگ محکوم شد و در آن‌جا به هیتلر و افراد دیگری که در کودتا نقش داشتند؛ پیوست.  این رویداد مسیر زندگی سیاسی هونلاین را تغییر داد و او پس از آزادی از زندان به درجات بالایی در حزب نازی رسید.  او در سال ۱۹۳۰ به‌طور رسمی به حزب نازی پیوست  و در اشتوم‌آبتایلونگ (اس آ) خدمت کرد. ارنست روم در سال ۱۹۳۲ او را به عنوان اس‌آ - اوبرگقوپن‌فیوقه منصوب کرد و در سال ۱۹۲۷ هونلاین رئیس بخش مهندسی خودرو اس‌آ بود.
هونلاین سپس به رهبری سپاه موتور سوسیالیست ملی (NSAK) منصوب شد که قرار بود به عنوان یک سپاه موتوری به اس‌آ خدمت کند.  پس از آن، به پیشنهاد هونلاین این سپاه به نیروی موتور سوسیالیست ملی (NSKK) تغییر نام داد. تغییر نام در ۱ مه ۱۹۳۱ رسمی شد.  این تشکیلات کوچکترین ارگان شبه نظامی حزب نازی بود و همچنین سیستم رتبه‌بندی ویژه خود را داشت.  تحت رهبری هونلاین، اعضای NSKK به سرعت افزایش یافت و پس از جذب اعضای تمامی باشگاه‌های خصوصی موتور آلمان، اعضای آن از ۳۰۰۰۰ نفر در آوریل ۱۹۳۳ به ۳۵۰۰۰۰ نفر در سپتامبر ۱۹۳۳ رسید. تا سال ۱۹۳۹، ۵۰۰۰۰۰ نفر به عضویت NSKK درآمدند. 
هدف اولیه سپاه آموزش اعضای خود در زمینه مهارت‌های رانندگی و انتقال مقامات و اعضای حزب نازی و اس‌آ بود.  همه رانندگان اتومبیل‌های مسابقه‌ای ملزم به عضویت در NSKK بودند. هونلاین اغلب در مسابقات جایزه بزرگ آلمان جام‌ها را تقدیم می‌کرد و مطمئن می‌شد که پرچم و علایم نازی‌ها همه جا بخصوص روی سکوی قهرمانی حضور داشته باشد. از سال ۱۹۳۵ به بعد، NSKK برنامه‌های آموزشی خود را برای خدمه پانزروافه (خدمه تانک‌های ارتش آلمان) و رانندگان ارتش آلمان نیز به اجرا درآورد.  بدین ترتیب هاینز گودیریان به دلیل رابطه‌ای که با هونلاین داشت؛ توانست از آموزش رانندگان تانک‌ها و کامیون‌های نسل جدید آلمان اطمینان حاصل کند؛ در نتیجه نزدیک به ۱۸۷۰۰۰ نفر از آن‌ها در سال‌های ۱۹۳۳ تا ۱۹۳۹ توسط NSKK تحت آموزش قرار گرفتند. 
هونلاین از ۳۰ آوریل سال ۱۹۳۳ تا زمان مرگش در ۱۸ ژوئن ۱۹۴۲ در مونیخ، به عنوان کورپسفیوقه در NSKK خدمت کرد.   علاوه بر این، در ۸ سپتامبر سال ۱۹۳۸ به عنوان رایش‌سلایتر دست یافت که دومین رتبه سیاسی در حزب نازی بود.  او پس از مرگ بالاترین نشان حزب، نشان آلمانی را در ۲۲ ژوئن ۱۹۴۲ دریافت کرد. 